# Мога, Мариус
Мариус Мога (рум. Marius Moga, род. 30 декабря 1981) — румынский музыкант, член группы Morandi.
Он является известным композитором в Румынии, который сотрудничал с такими группами и исполнителями, как Akcent, Blondy, Andreea Balan, Hi-Q, Corina, Cream, Anda Adam и Simplu. Он известен как «Micul Mozart» (Маленький Моцарт).
Мариус родился 30 декабря 1981 года в городе Алба-Юлия. С трёх лет занимался игрой на фортепиано и вокалом в городской школе искусств. Окончил социологический факультет.
В возрасте 19 лет молодой Мога оказался в Бухаресте, где познакомился c Адрианом Сынэ, солистом группы Akcent. Тот прослушал одну из песен Мариуса и предложил ему сотрудничество для своего следующего альбома «In Culori». Альбом обрел популярность, а сингл «Ti-am Promis» в 2002 году стал хитом. Так Мога обрел популярность в музыкальных кругах в качестве композитора, а впоследствии — и продюсера.
В 2004 году Мога начал свой собственный проект под названием Morandi вместе с Андреем Ропча (Ранди).
В данный момент встречается с румынской телеведущей Юлией Винтур.